# Moon Lovers: Scarlet Heart Ryeo
Moon Lovers: Scarlet Heart Ryeo (hangeul : 달의 연인 - 보보경심 려 ; RR : Dar-ui yeon-in - Bobogyeongsim ryeo) est une série télévisée sud-coréenne diffusée du 29 août au 1er novembre 2016 sur SBS, avec Lee Joon-gi, IU, Kang Ha-neul et Hong Jong-hyun. Elle est inspirée d'un roman chinois appelé Bu Bu Jing Xin.

## Synopsis
L'histoire est centrée sur une jeune coréenne, Go Ha Jin, qui souhaite mourir. Un jour, lors d'une éclipse solaire totale, elle est transportée malgré elle au temps de la dynastie Goryeo pendant le règne de Taejo, premier roi de l'ère Goryeo. Elle se réveille en l'an 941, dans le corps de Hae Soo, une cousine de la femme du 8ème prince Wang Wook. Son destin se retrouvera mêlé à celui des nombreux princes de la dynastie. 

## Distribution

### Acteurs principaux
- Lee Joon-gi : Wang So
- IU : Go Ha-jin / Hae Soo
- Kang Ha-neul : Wang Wook
- Hong Jong-hyun : Wang Yo
- Byun Baekhyun : Wang Eun
- Nam Joo-hyuk : Baek-ah
- Ji Soo : Wang Jung

### Acteurs secondaires
- Jin Ki-joo : Chae-ryeong

## Diffusion
- Youku / Mango TV (2016)
- LeTV (2016)
- ONE TV ASIA (2016)
- Star Entertainment Channel / Star Chinese Channel
- HTV2 (2016)
- KNTV (2016)
- 3 Family (2016)
- GMA Network (2017)
- iflix (2017)
- GEM TV (2017)
- TVR2 (2017)
- Kanal 7 (2018)